# St. Johannes Apostel (Wietmarschen)

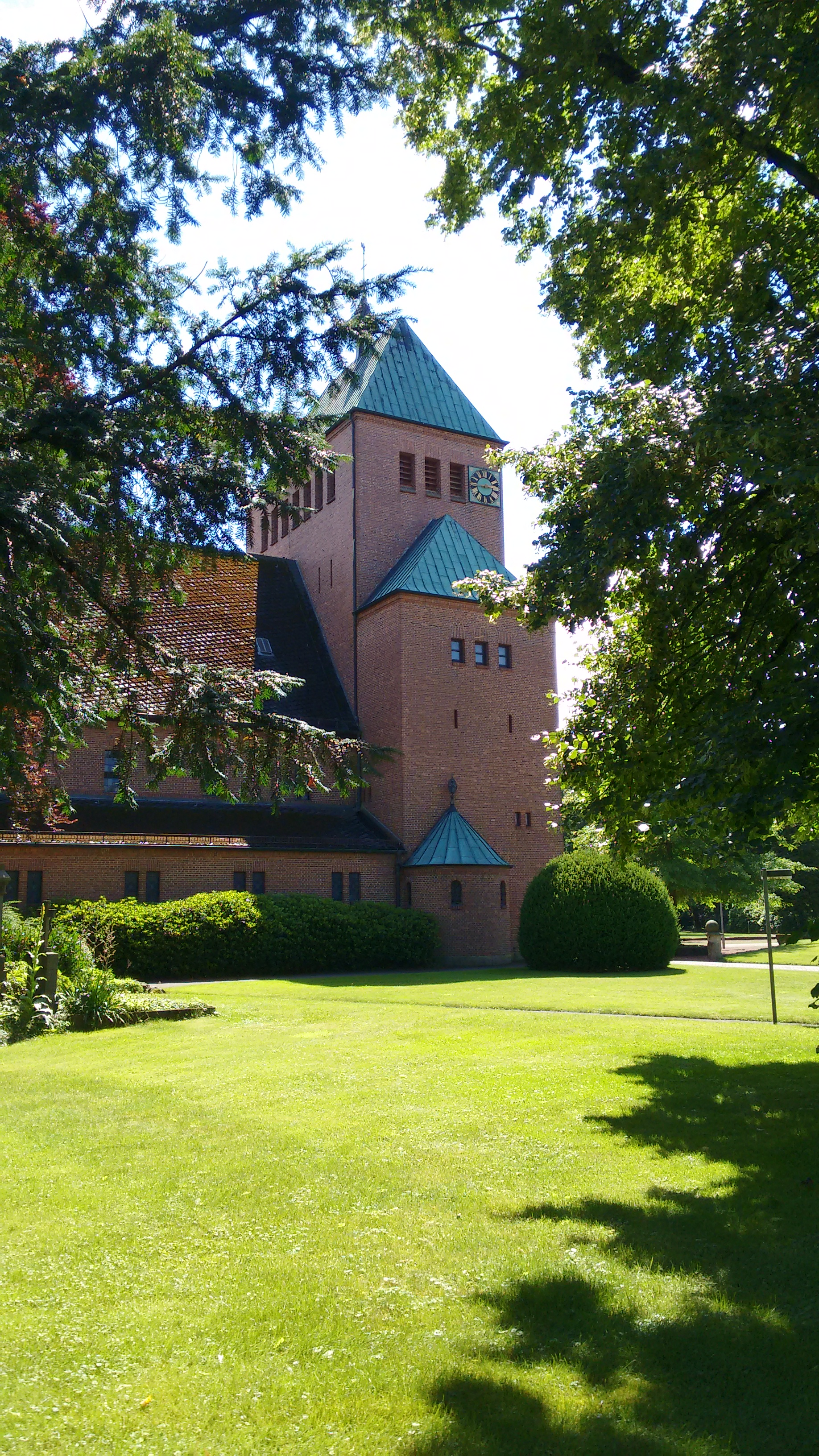
Wallfahrtskirche

Die Wallfahrtskirche St. Johannes Apostel ist die römisch-katholische Kirche in Wietmarschen, Landkreis Grafschaft Bentheim.

## Bau und Geschichte
Im Jahr 1152 gründete der Ritter Hugo von Büren das Kloster Sünte Marienrode. Später entstand aus dem Kloster ein Stift, in dem reiche adlige Damen lebten.
Die erste Messe wurde 1152 in einer hölzernen Kirche gehalten. In der zweiten Hälfte des 13. Jahrhunderts wurde die erste steinerne Kirche aus gespaltenen Granitblöcken und Sandsteinquadern im romanischen Stil gebaut. Der Ostteil der heutigen Kirche stammt aus dieser Zeit. Eine Erweiterung wurde um 1500 im gotischen Stil vorgenommen. In mehreren Etappen wurde eine Saalkirche aus Backstein geschaffen. 1630 wurde die Kirche in einem weiteren Umbau um elf Meter verlängert. 1697 fand eine umfassende Renovierung statt.
Der letzte große Umbau fand im Jahr 1927 statt. Das Langhaus wurde abgerissen und durch einen großen Backsteinbau nach den Plänen des Osnabrücker Architekten Albert Feldwisch-Drentrup ersetzt. Ein Jahr später wurde der 34 Meter hohe Turm an der Westseite gebaut. Im September 1944 zerstörte eine Fliegerbombe das Dach der Kirche, tötete drei Personen in der Nachbarschaft und richtete große Schäden am Gebäude an. Unbeschadet kroch Vikar Behnke aus Lingen, der vor dem Gnadenbild gebetet hatte, aus dem sperrigen Trümmerhaufen. Die Schäden an der Kirche wurden aufwändig repariert. Ende der 1980er-Jahre fand eine umfassende Sanierung statt.
Der heutige Kirchenbau in Art einer Basilika mit einem breiten Mittelschiff und schmalen Seitenschiffen ist 44 Meter lang und 19 Meter breit.
Die Kirche ist der Ausgangspunkt von Prozessionswegen in den Stiftsbusch. Außerdem ist sie das Ziel des Glaubensweges der Seligpreisungen, der vom Heimathaus in Lohne zur Wallfahrtskirche führt. Die neunte und letzte Station befindet sich direkt vor der Kirche.

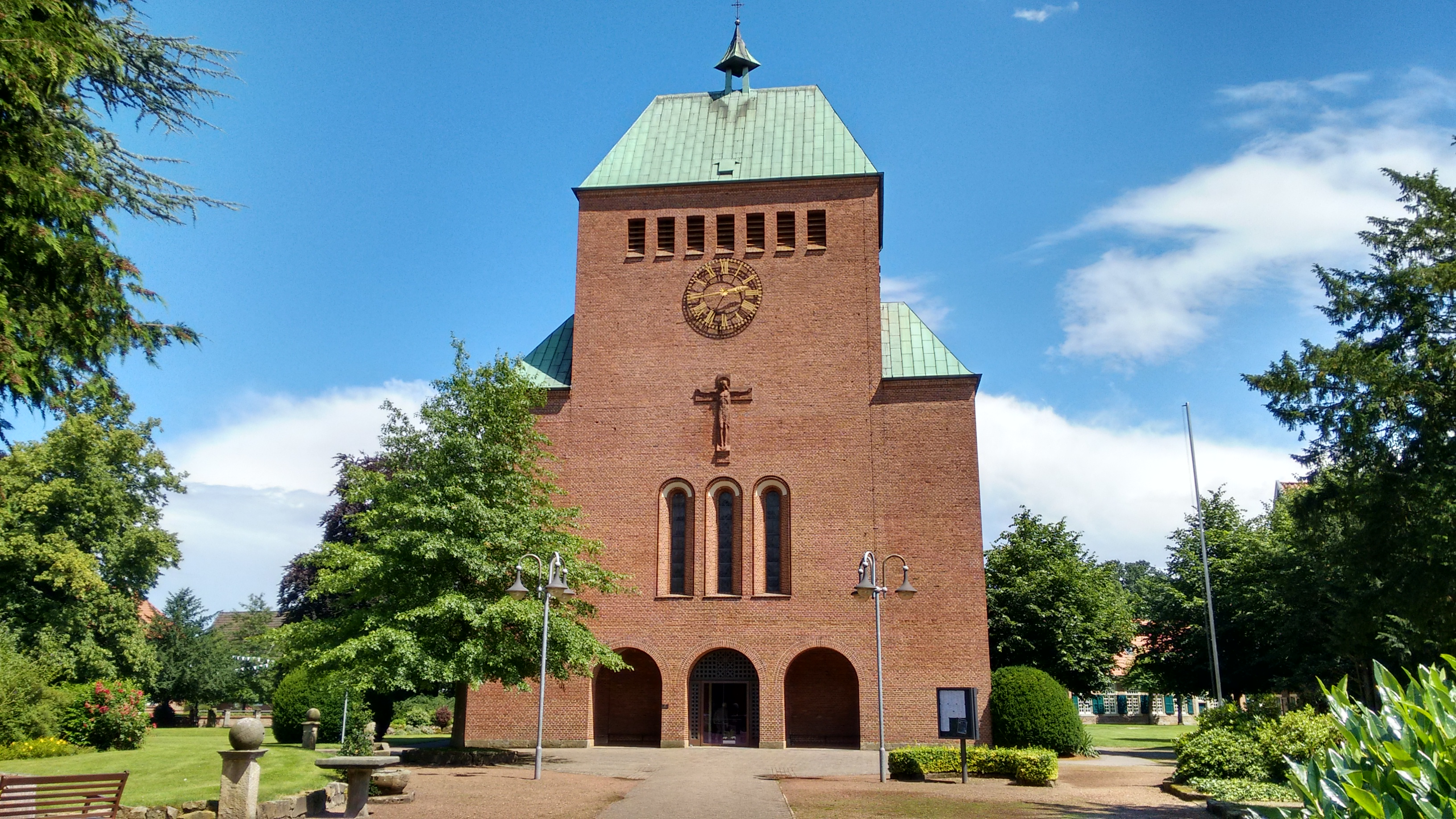
Westseite
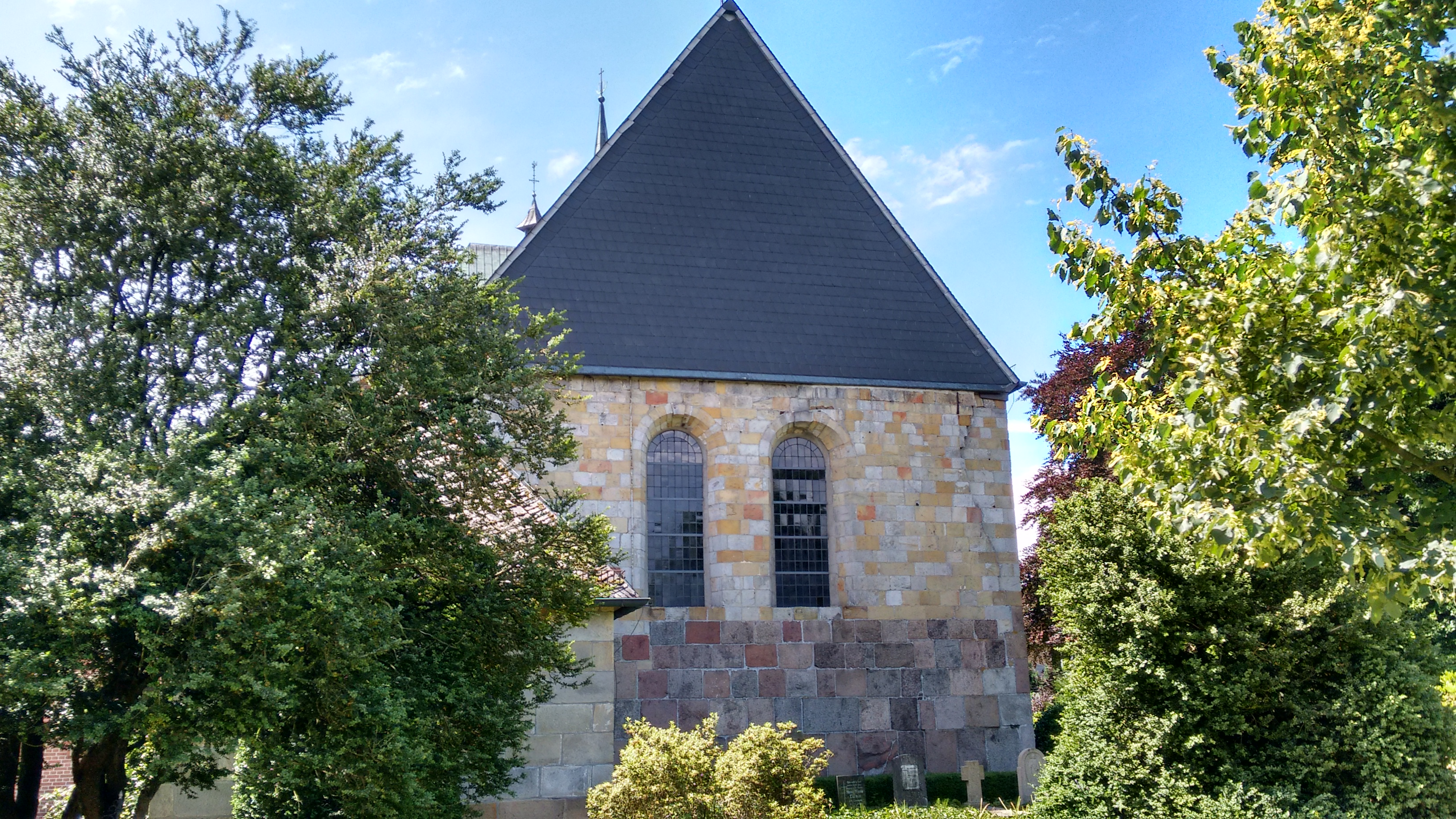
Ostseite
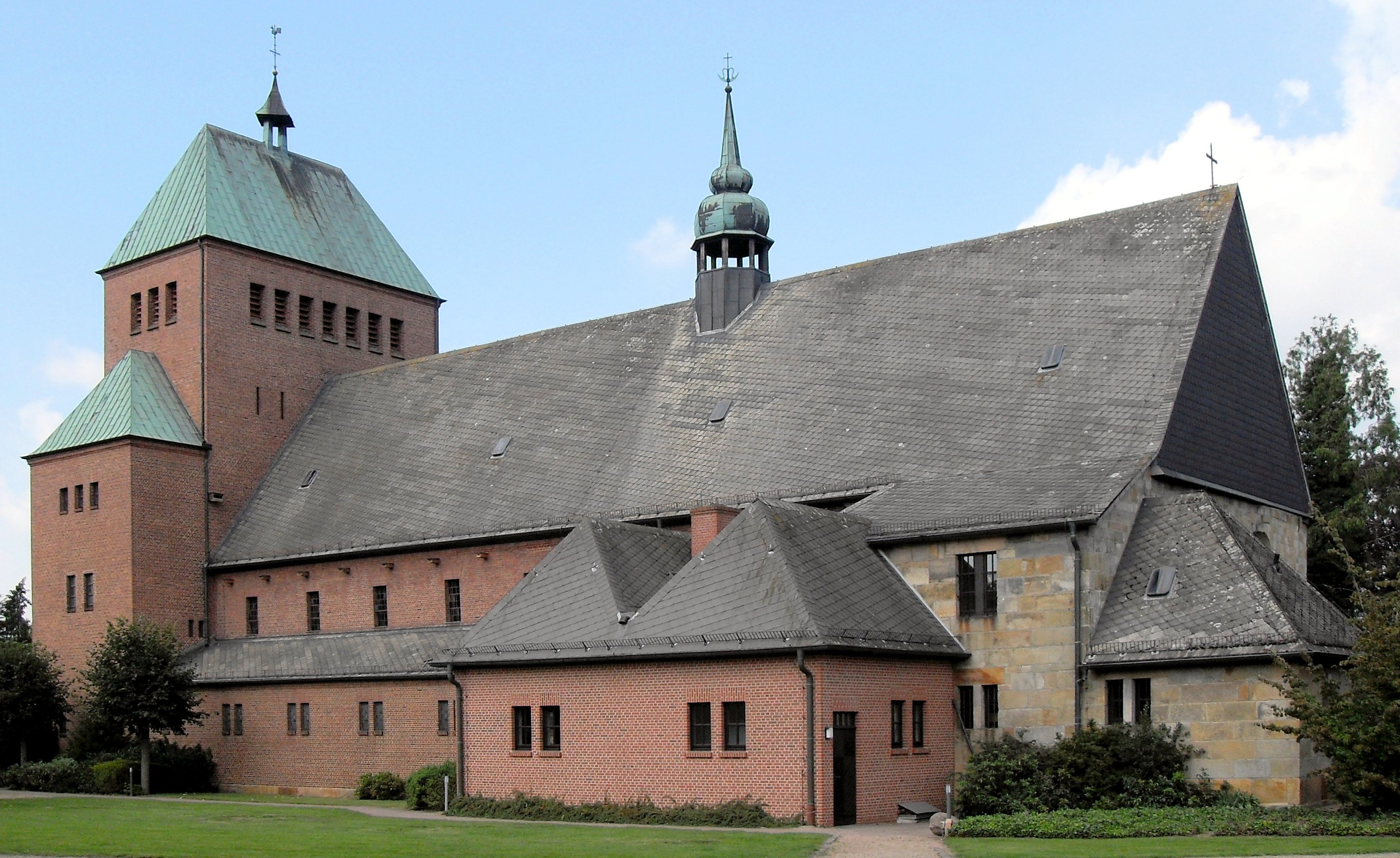
Alter und neuer Teil der Kirche

## Gebäude und Ausstattung

### Altarraum

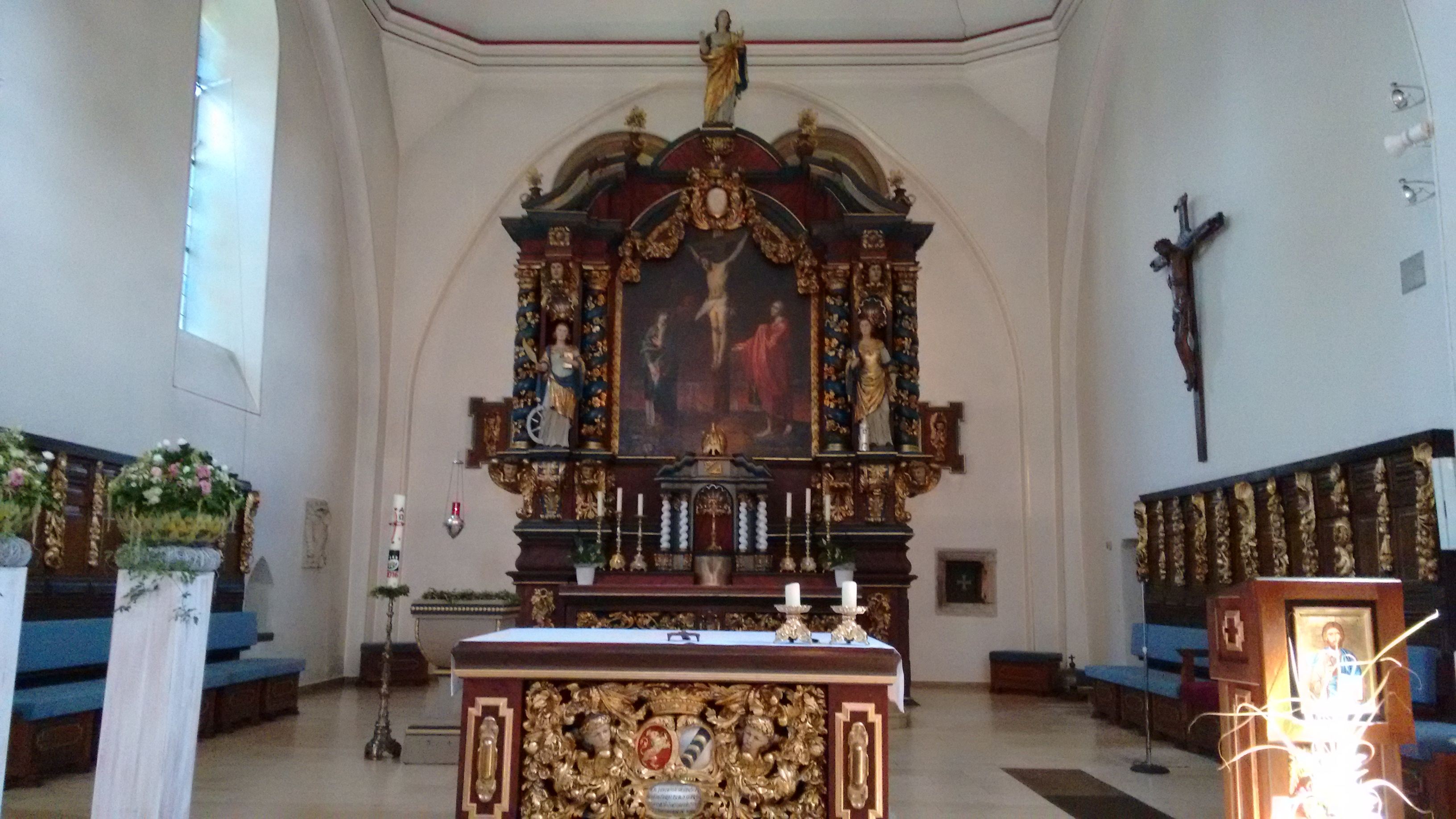
Altarraum Wietmarschen

Der Altarraum befindet sich im älteren Teil der Kirche aus der Zeit der Romanik. Da das Stift Wietmarschen in der Barockzeit eine neue Blüte nach vielen Besetzungen und Plünderungen beispielsweise während des Dreißigjährigen Krieges erlebte, ist der Großteil der Ausstattung der Kirche aus der Barockzeit. Der große barocke Hochaltar wurde 1682 vom Altarbauer Georg Dollart aus Münster geschaffen und von der damaligen Äbtissin Sybilla von Twickel gestiftet. Er besitzt ein Drehtürtabernakel, auf dem ein goldener Pelikan als Symbol für den sich opfernden Christus zu sehen ist. Der große Altaraufbau besitzt vier große Säulen. Auf der linken Seite ist eine Figur der heiligen Katharina und auf der rechten Seite der heiligen Barbara zu finden. Über dem Giebel erhebt sich eine Figur des Kirchenpatrons, des heiligen Apostels und Evangelisten Johannes. Das große Gemälde ist der Mittelpunkt des Hochaltars. Es wurde von dem Maler Michael Wilhelm Meyer um 1685 geschaffen und stellt die Kreuzigung Christi mit Maria und Johannes unter dem Kreuz dar.
Der Taufstein im Altarraum stammt aus dem Jahr 1790 und ist im Stil des Klassizismus gestaltet. Das Hochkreuz im Chorraum ist ein mittelalterliches Kunstwerk aus der Zeit um 1490. Der Zelebrationsaltar ist aus Teilen der barocken Kommunionbank aus dem Jahr 1695 mit dem Wappen der Stifterin Sophia Elisabeth Borman gestaltet. Die jetzigen Sitzbänke wurden aus Teilen des alten Chorgestühls, in dem die Stiftsdamen den Gottesdiensten beiwohnten, und aus neuen Elementen zusammengefügt. Das Lesepult trägt unten das Wappen einer Stiftsdame aus der Adelsfamilie von Twickel. Das Wappen war früher an einem der barocken Beichtstühle angebracht. Oben ist eine Ikone im griechischen Stil zu erkennen, die im Jahre 2004 vom damaligen Pfarrer Alfons Hermann gestiftet wurde.

### Marienkapelle

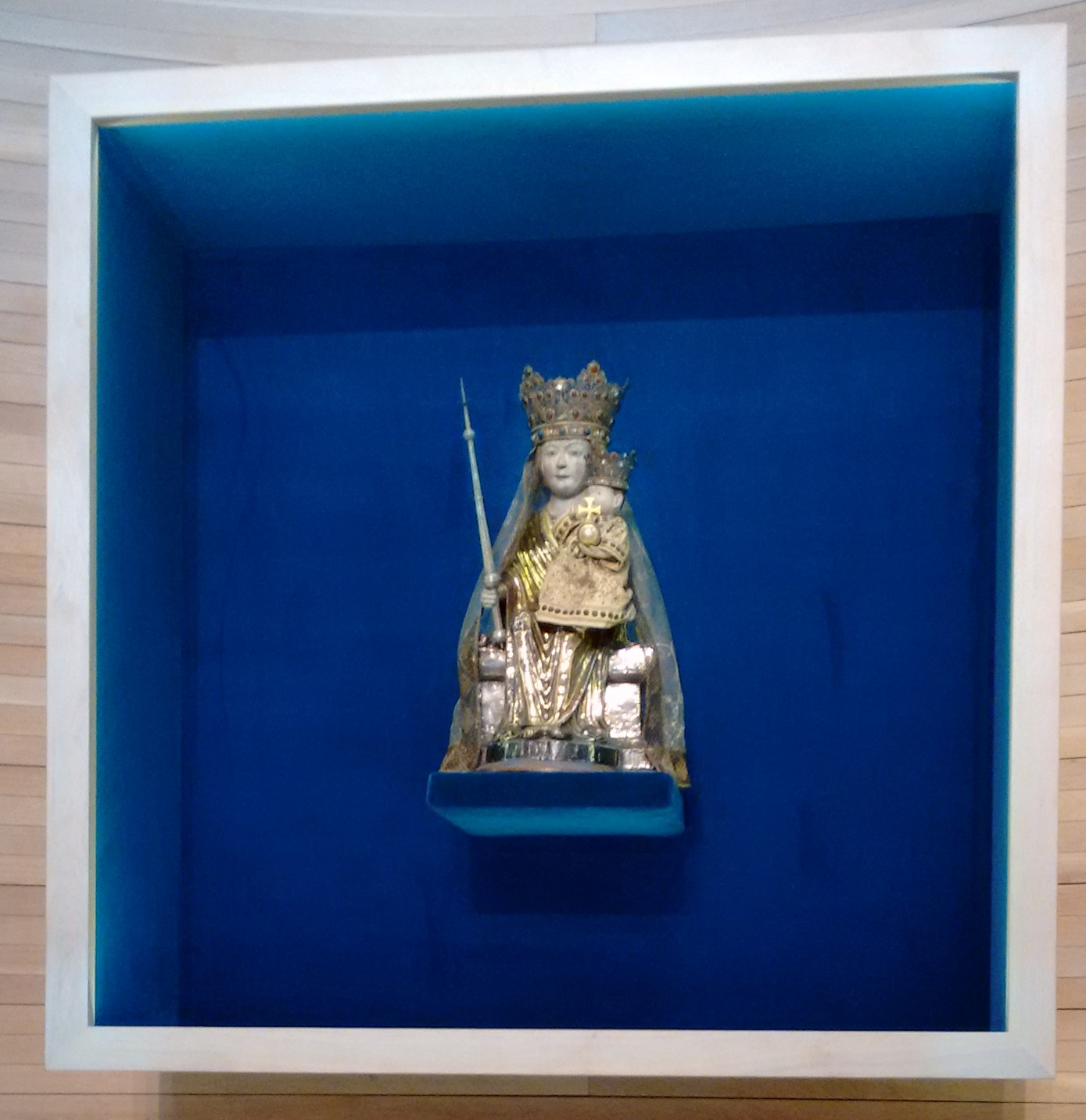
Marienstatue

Die „Wunderbare Muttergottes“, eine um 1220 entstandenen Staue der thronenden Muttergottes, ist bis heute Ziel von Wallfahrten. Es handelt sich um eine Holzfigur, die mit Gold und Silberfolien umkleidet und mit Eisenblech beschlagen ist. Einige Teile der Statue stammen vermutlich aus der Zeit der Wiederbelebung der Wallfahrt um 1921 (Familienwallfahrt am Sonntag vor Christi Himmelfahrt). Der Schaffensort der Muttergottesstatue ist unbekannt, als künstlerische Vorlage diente eine Abbildung der Muttergottes auf dem Bronzetaufbecken im Dom zu Hildesheim. Ein ähnliches Marienbild ist in der Stiftskirche zu Börstel zu finden. Die gekrönte Maria sitzt auf einem Polsterstuhl. In der rechten Hand hält sie ein Szepter, auf dem linken Arm trägt sie das Jesuskind mit der Weltkugel in der Hand.
Die Statue hatte seit 1930 einen versteckten Ort in einer Seitennische in der Kirche hinter einem Eisengitter. Im Jahr 2014 fand die Muttergottesstatue ihren neuen Platz in der vom Architekten Tobias Klodwig aus Münster entworfenen Marienkapelle mitten in der Wallfahrtskirche. Der bisherige Haupteingang der Kirche wurde durch eine Glastür ersetzt und da die Kapelle ebenfalls aus Glaselementen besteht, ist die Statue bereits von außerhalb der Kirche zu sehen. Es wurde somit eine neue Sichtachse geschaffen. Die Kapelle hat die Form einer halben Ellipse und ragt weit in den Kirchenbau hinein, sodass es vom Altarraum aus aussieht, als wenn ein Boot in das Kirchenschiff fährt. Die Kapelle besteht aus einer teilweise transparenten Lamellenwand und ist nach oben offen. Sie bietet Platz für 60 Personen, sodass dort kleinere Gottesdienste gefeiert werden können. In den Marienmonaten Mai und Oktober finden einmal wöchentlich (dienstags um 15 Uhr) Pilgermessen in der Kapelle statt.

Neben der Muttergottesstatue hat eine Auswahl an Reliquien und Votivgaben einen Platz vor dem Gnadenbild in der Kapelle erhalten. Reliquien wurden im Mittelalter von den Klosterdamen in Stickereien eingebettet und mit Namenszetteln versehen. Der Reliquienschatz war ursprünglich auf den barocken Altären ausgestellt, dann im Marienaltar unterhalb des Gnadenbildes in der Seitennische. Votivgaben werden gestiftet, wenn Menschen sich in Not an die Muttergottes wenden und eine Spende für den Fall der Rettung versprechen. Bis heute werden Rosenkränze, Schmuckstücke usw. vor dem Marienbild niedergelegt. Die ältesten Beispiele stammen aus dem 17. Jahrhundert. Ursprünglich wurden die Medaillen und Plaketten an langen Ketten aufgereiht und bei der Wallfahrt dem Gnadenbild umgehängt. Später waren sie an den Wänden der alten Kapelle zu finden. Weitere Stücke, die heute nicht in der Kapelle ausgelegt sind, werden im Stifts- und Wallfahrtsmuseum ausgestellt.

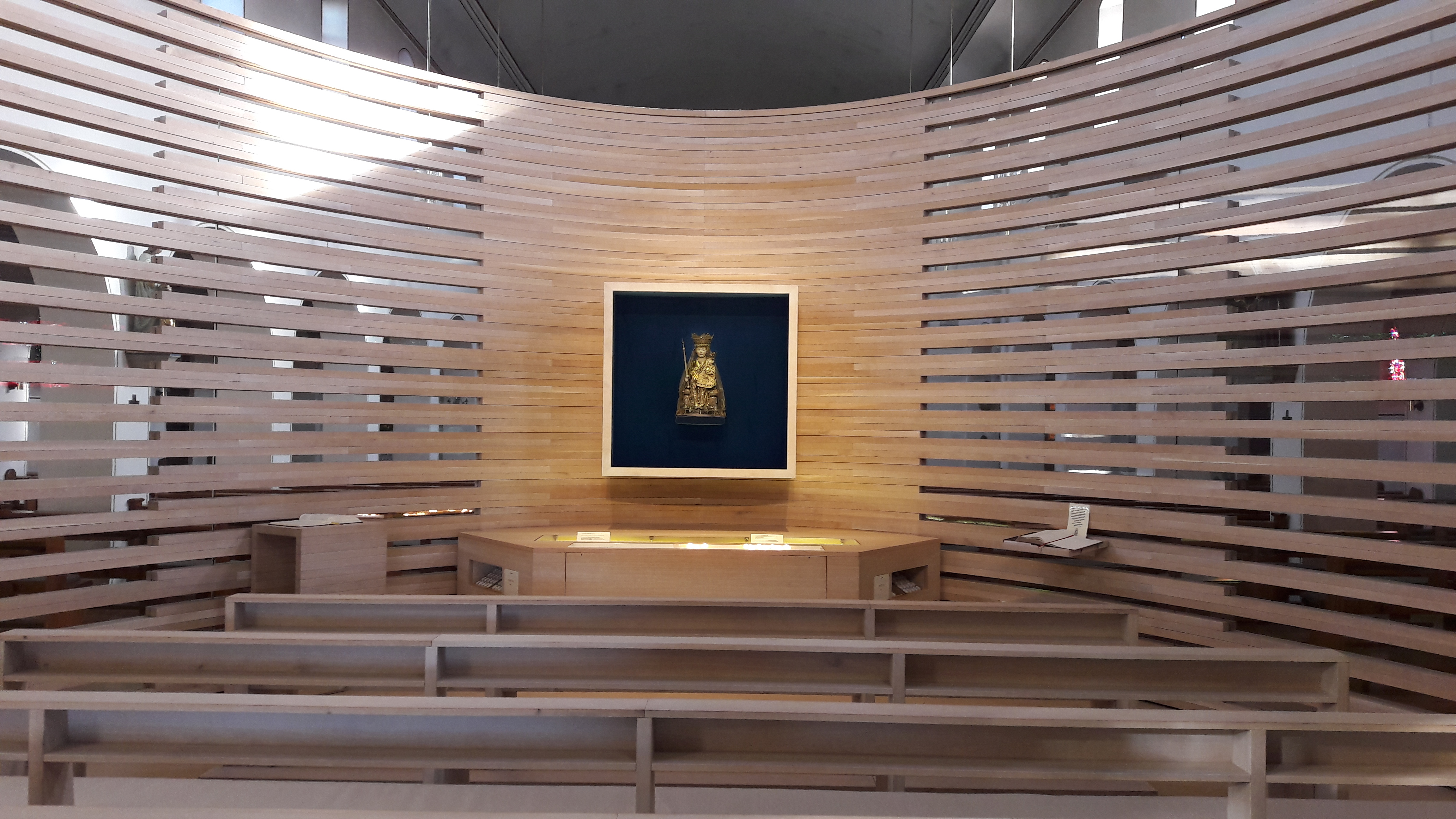
Marienkapelle Wietmarschen
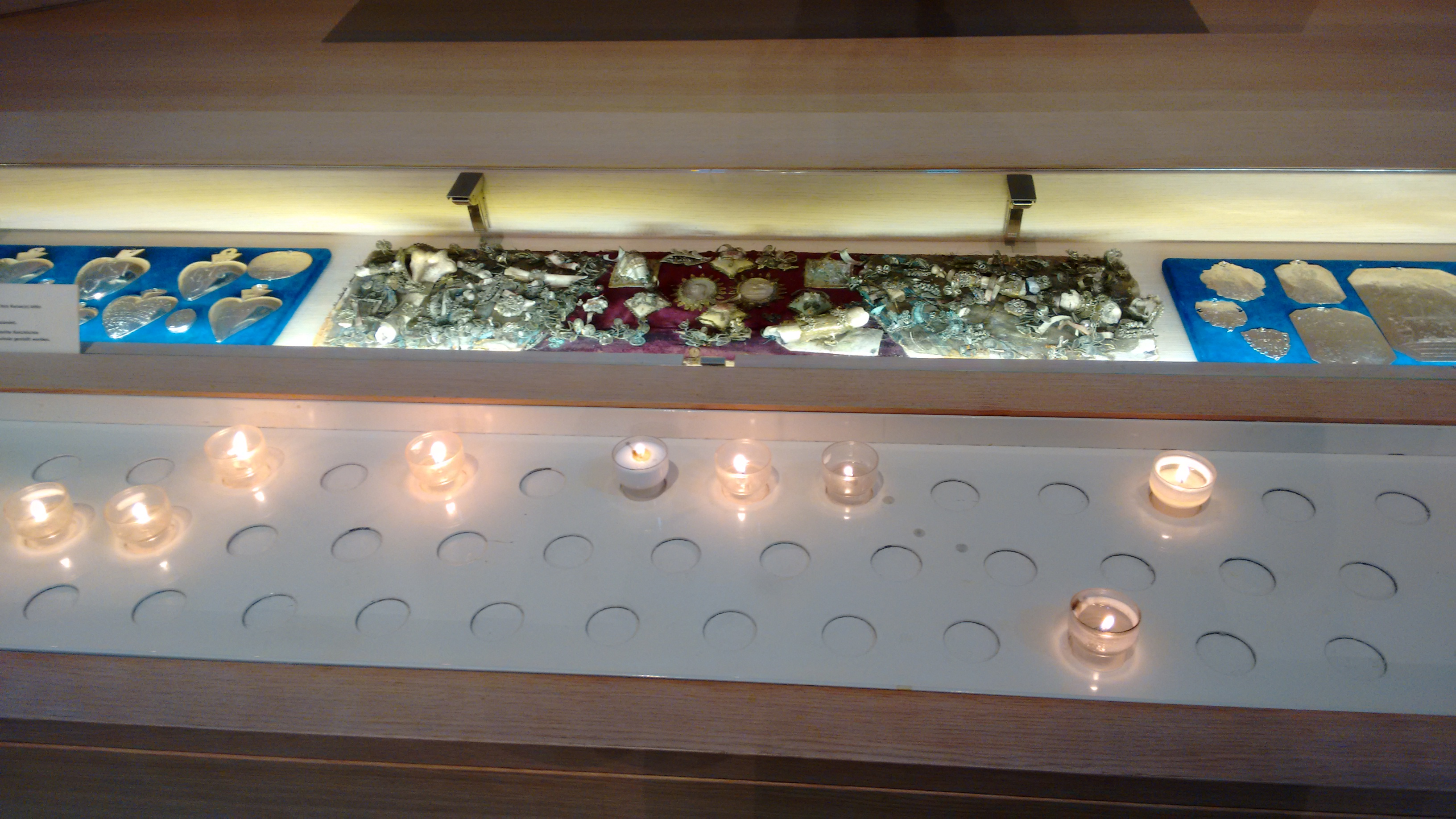
Reliquien und Votivgaben in der Marienkapelle
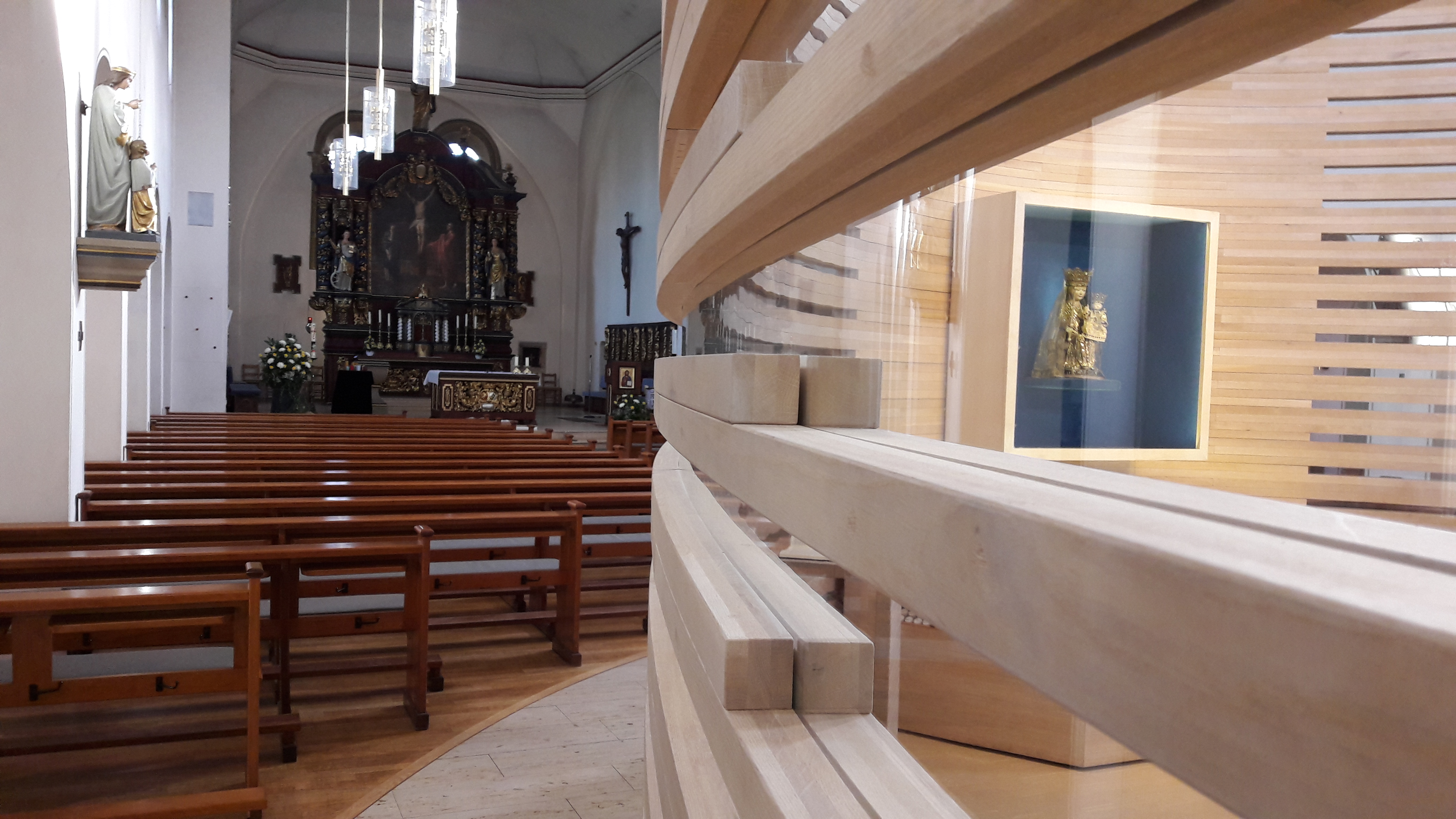
Kapelle innerhalb der Kirche
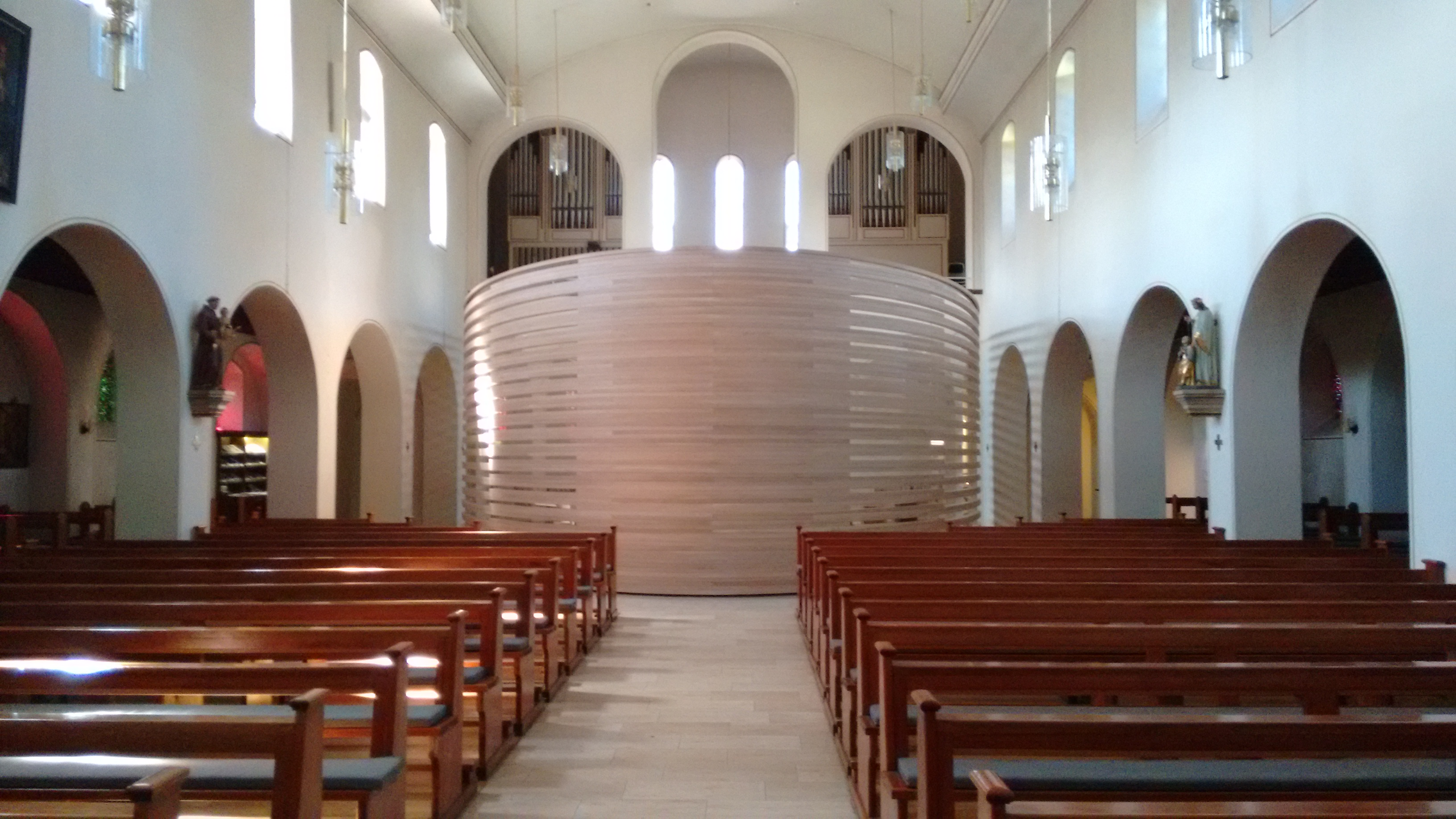
Blick auf Kapelle vom Altarraum

### Orgel
Die Wietmarscher Kirche hatte seit 1600 eine Orgel. Im Januar 1799 wurde eine neue Orgel von einem Orgelbauer aus Neuenhaus eingebaut. Im Jahr 1934 schenkte Familie Wigbels eine neue Orgel für die erweiterte Kirche. Die heutige Orgel der Firma Breil stammt aus dem Jahre 1989 und hat die nachfolgende Disposition.
| I. Manual C–g3 |     |
| Bordun         | 16′ |
| Prinzipal      | 8′  |
| Rohrflöte      | 8′  |
| Oktave         | 4′  |
| Gedacktflöte   | 4′  |
| Oktave         | 2′  |
| Mixtur IV      | 2′  |
| Trompete       | 8′  |

| II. Manual (Schwellbar) C–g3 |        |
| Gedackt                      | 8′     |
| Koppelflöte                  | 4′     |
| Quintflöte                   | 2 ⁄3′  |
| Prinzipalflöte               | 2′     |
| Terz                         | 1 3⁄5′ |
| Quinte                       | 1 ⁄3′  |
| Scharff III                  | 1′     |
| Oboe                         | 8′     |
|                              |        |
| Tremolo                      |        |

| Pedal C–f1 |     |
| Subbaß     | 16′ |
| Oktavbaß   | 8′  |
| Gedacktbaß | 8′  |
| Oktave     | 4′  |
| Posaune    | 16′ |

- Koppeln: I/P, II/P, II/I

### Glocken
Bis 1927 hatte die Kirche keinen Turm. Ein freistehender hölzerner Glockenturm aus der Zeit um 1510 stand nördlich der Kirche. Der Turm schwankte zwar bei Vollgeläute stark hin und her, überstand aber die Bewegungen ohne Schaden. Der über 400 Jahre alte Turm wurde im November 1929 angeblich Opfer eines Sturms, fiel aber gegen die Windrichtung, sodass vermutet wird, dass einige Menschen mit Seilwinden nachgeholfen haben. Er enthielt drei Glocken aus den Jahren 1510, 1529 und 1839. Die ersten beiden wurden im zweiten und die dritte im Ersten Weltkrieg eingeschmolzen. An die Stelle der beiden historischen Glocken traten nach dem Zweiten Weltkrieg zwei Stahlglocken der Gießerei „Bochumer Verein“. 1932 hatte man dort bereits eine beschädigte Bronzeglocke umgießen lassen. Eine kleine Glocke aus dem Jahr mit der Inschrift des Kirchenpatrons (Hl. Johannes) und der beiden Glockengießer Andries van Bergen und Mammeus Fremy war ursprünglich im Dachreiter der Kirche untergebracht, der 1944 von einer Bombe getroffen wurde. Nach dem Zweiten Weltkrieg kam sie in die katholische Kirche in Füchtenfeld. Nach deren Aufhebung 2014 kehrte sie nach Wietmarschen zurück. Aktuell sind fünf Glocken in der Glockenstufe der Pfarr- und Wallfahrtskirche vorhanden. Überregionale Aufmerksamkeit erlangte die Kirche auch durch den „Wietmarscher Glockensturz“. Im November 2016 stürzte eine der drei Stahlglocken auf den darunter liegenden Boden, da die Haltebolzen wegen Materialermüdung gerissen waren.

### Sonstige Ausstattung
In einer kleinen Seitenkapelle links neben dem Eingang ist eine Pietà aus der Zeit um 1500 zu sehen, welche aus einem einzigen Holzblock entstanden ist. Maria hält den Körper ihres gekreuzigten Sohnes. Ihr Schmerz wird durch plastisch hervortretende Tränen deutlich.
An den Seitenwänden der Kirche sind die Stationen des Kreuzweges auf gemalten Tafeln des Nazarenstils des 19. Jahrhunderts zu sehen.
Neben dem barocken Hochaltar sind zwei Seitenaltäre aus der Barockzeit vorhanden. Das Stift Wietmarschen erlebte unter dem Schutz des münsterischen Bischofs Christoph Bernhard von Galen eine Blütezeit. Der St. Annen-Altar im rechten Seitenschiff entstand 1662. Er wurde von Anna von Twickel gestiftet, welche zu dieser Zeit Äbtissin im Hochadeligen Freiweltlichen Stift Wietmarschen war. Im Hauptfeld sind Jesus, Maria und deren Mutter Anna zu sehen. Das obere Bildfeld zeigt, wie der Engel Maria die Geburt eines Sohnes verkündet. In den seitlichen Nischen waren früher Heiligenfiguren dargestellt, die jedoch nicht mehr vorhanden sind. Der Altar wurde aus Sandstein vom Bildhauer Bernd Meiering aus Rheine gefertigt. Der St. Nikolaus-Altar im linken Seitenschiff stammt aus dem Jahre 1663. Er wurde ebenfalls von Bernd Meiering geschaffen und ist gleich aufgebaut. Er wurde von Anna Maria Grubbe vom Haus Herinckhave gestiftet. Das Hauptfeld zeigt den Heiligen kniend vor einem Altar wie ihm zwei Engel erscheinen. Das obere Bildfeld zeigt den Heiligen Nikolaus, Bischof von Myra. Links sind zudem der Heilige Petrus und rechts der Heilige Joachim zu erkennen.
Joannes Jacobus Bramenkampft, einer der Stiftsbediensteten (Lehrer und Organist) stiftete 1683 die Darstellung des „Christus im Elend“. Die Sandsteinfigur wurde ebenfalls von Bernd Meiering geschaffen.
Früher waren mehrere Beichtstühle in der Kirche vorhanden. Im Jahr 2014 wurde anstelle dieser ein besonderer Beichtraum eingerichtet, in welchem anonyme Beichten, aber auch persönliche Beichtgespräche möglich sind.
Die Kreuzigungsgruppe, eine Stiftung der Familie Niehoff, und die beiden Heiligenfiguren im Langhaus stammen aus dem späten 19. Jahrhundert.

Im Stifts- und Wallfahrtsmuseum im Verwalterhaus sind weitere wertvolle Kunstwerke und Dokumente aus der früheren Stiftskirche ausgestellt. Unter anderem ist dort eine sandsteinerne Pietà aus der Zeit um 1700 des Bildhauers Johann Mauritz Gröninger aus Münster zu sehen.

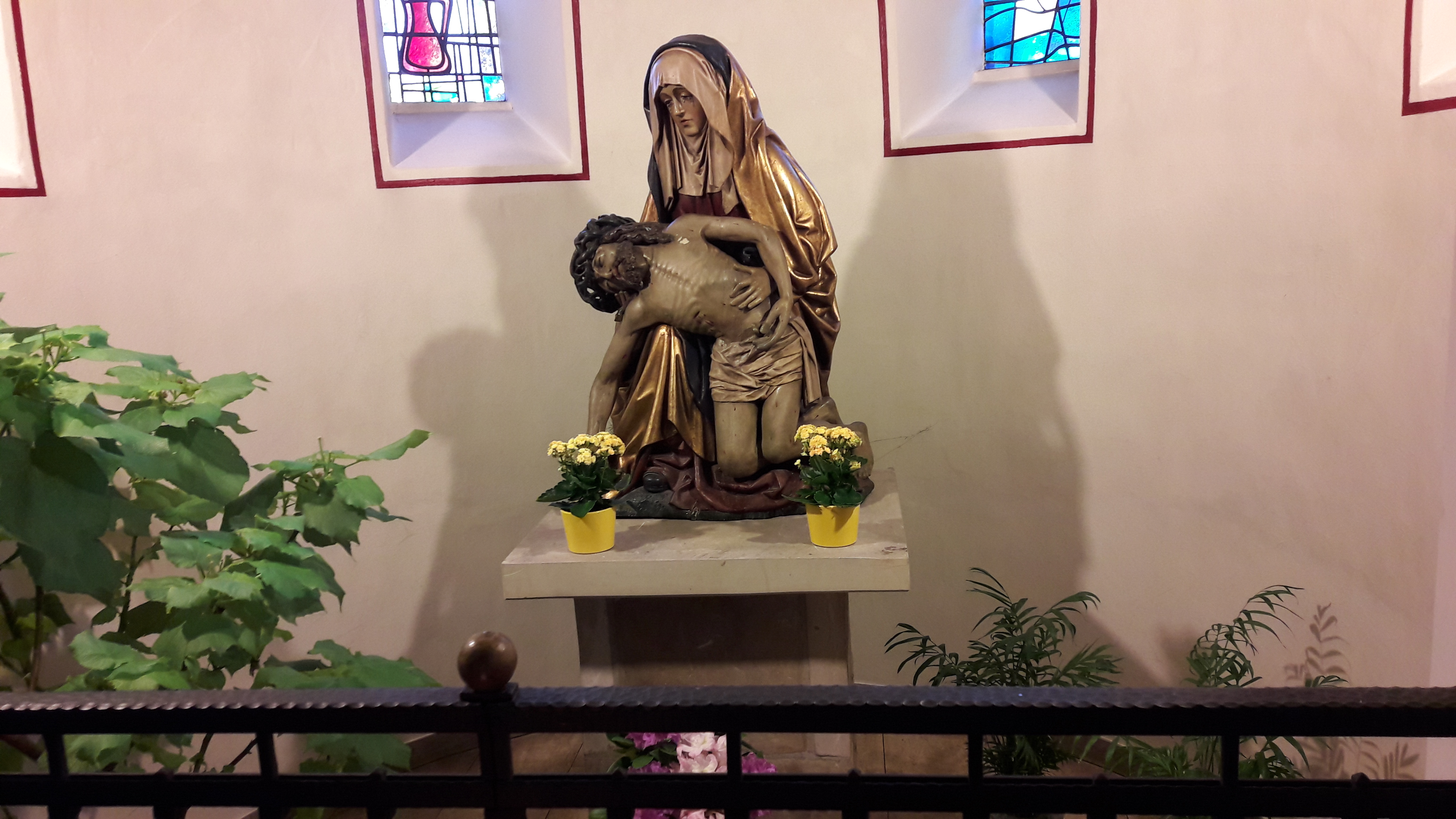
Pietà in der Wallfahrtskirche
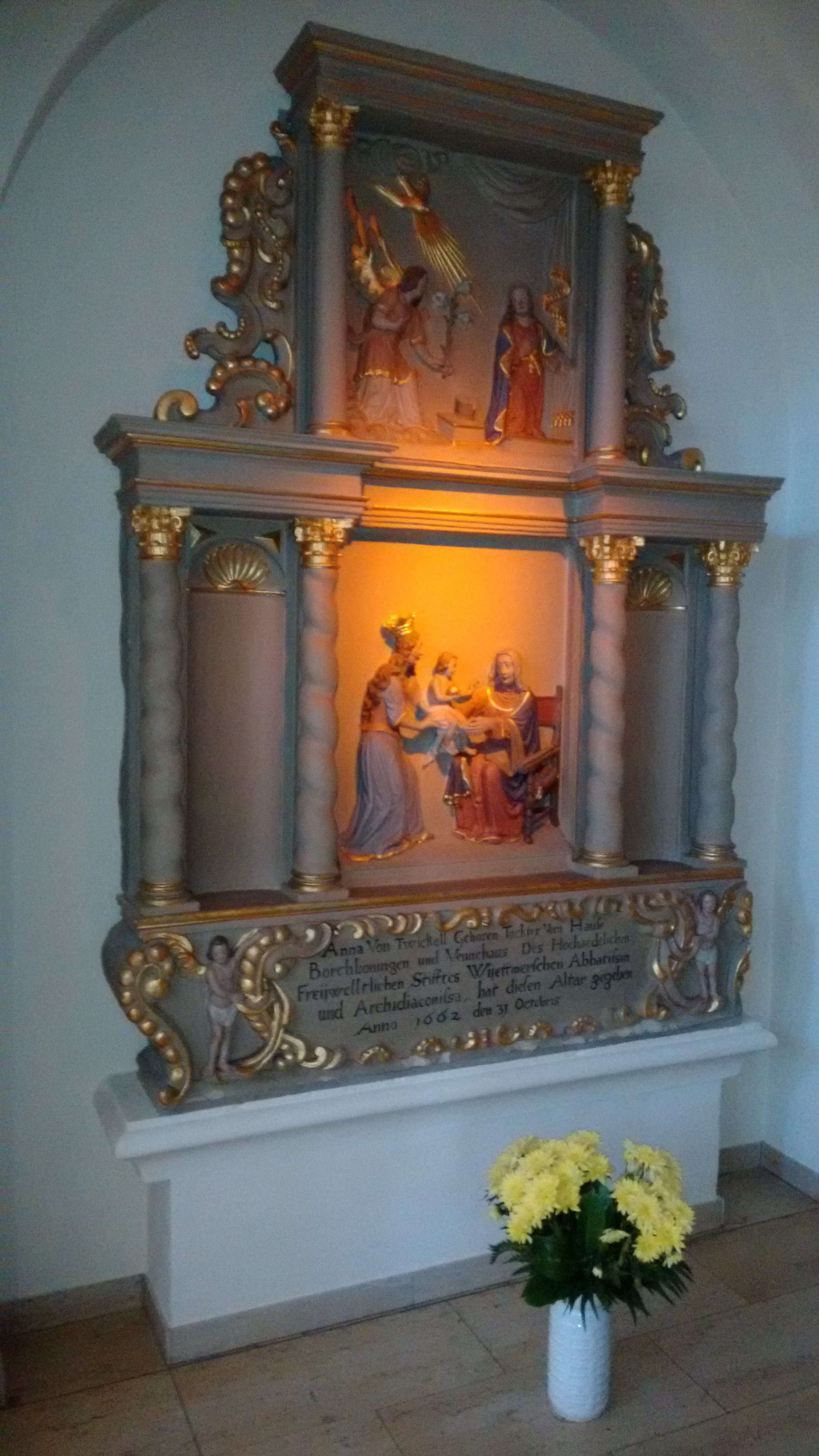
St. Annen-Altar
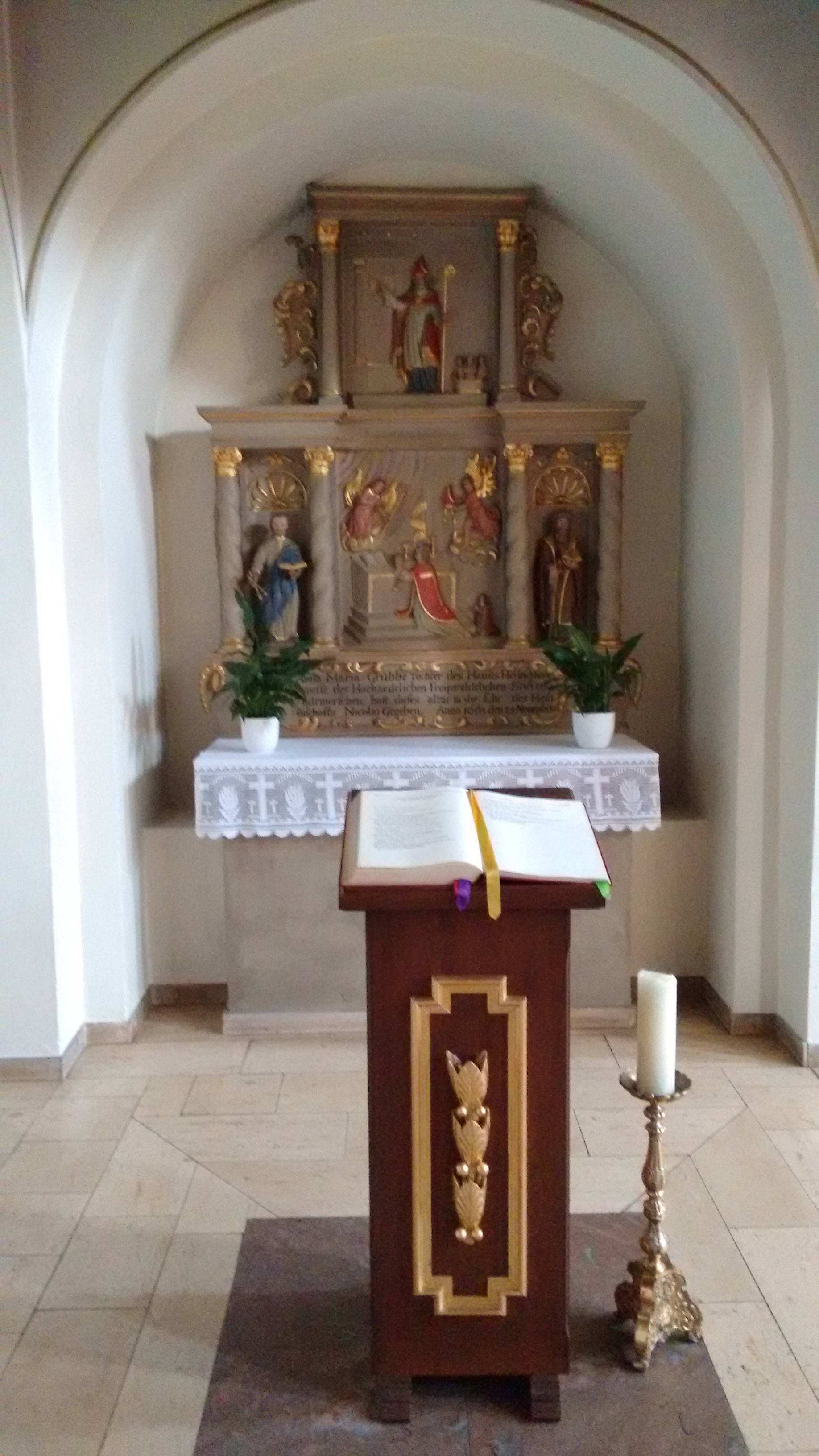
St. Nikolaus-Altar